# Капитан Зарубин (ледокол)
«Капитан Зарубин» — советский, российский дизельный ледокол проекта 1105 типа «река-море», построен в 1978 году. Принадлежит ФГУП «Росморпорт», с 2024 года работает в Астраханском филиале предприятия.
Представляет собой однопалубное судно со средним расположением машинного отделения и носовым расположением надстройки. Имеет три двигателя суммарной мощностью 4650 кВт, приводится в движение тремя четырехлопастными винтами регулируемого шага диаметром 2,4 м, которые способны работать во льду толщиной до 1 м при глубинах 4 м. Ледокол используется для проводки караванов судов в условиях сложной ледовой обстановки, а также в ограниченных акваториях портовых сооружений. 

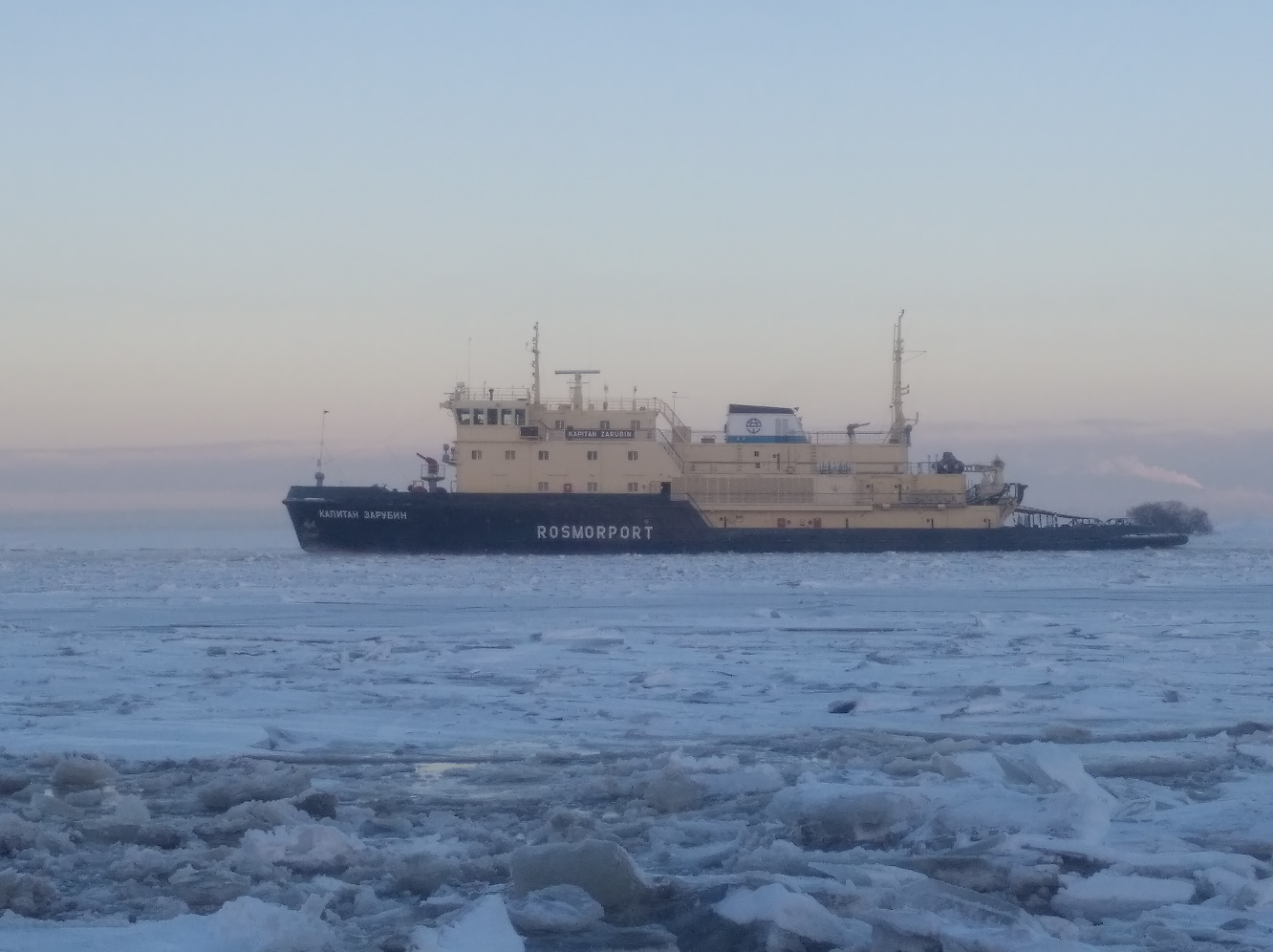
Ледокол Капитан Зарубин прочищает фарватер поблизости от острова Головы Дамбы
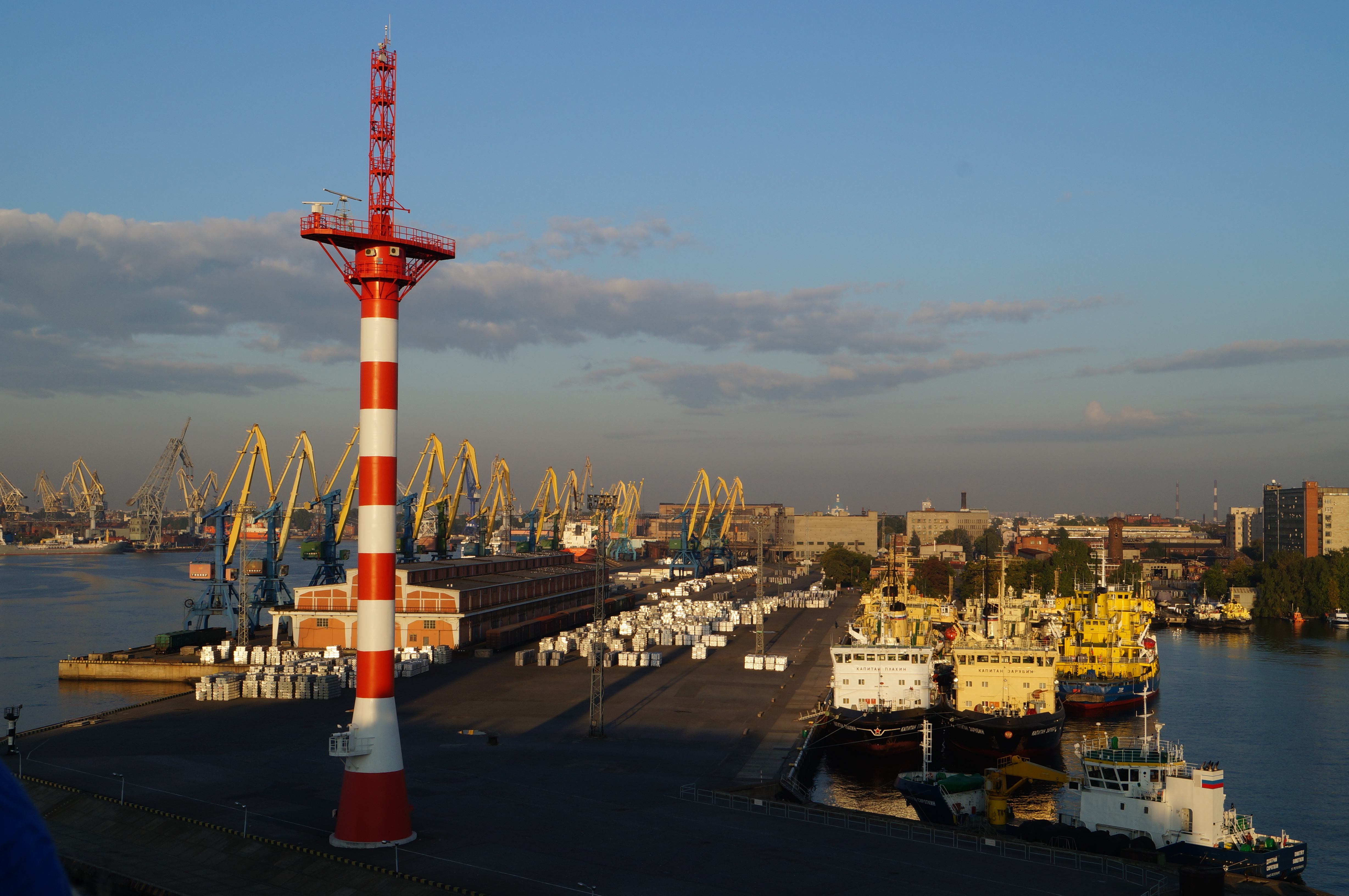
Среди других ледоколов у Невских ворот